# Экономика Эсватини
Экономика Эсватини в значительной степени зависима от непосредственного соседа — ЮАР, с которой страна разделяет очень большую часть своей границы. Импорт (представляющей 9/10 общего) и 3/4 экспорта из Свазиленда приходятся на ЮАР или проходят через неё. Тем не менее, экономика по-прежнему имеет определенную открытость своих торговых точек, в частности, благодаря довольно сильной открытости для Европейского союза, второго торгового партнера с 14,2 % экспорта.
Валюта Эсватини лилангени идёт по примерно одному курсу с рэндом ЮАР (13,9 рэнда к 1 долл. США в 2016 году).
Несмотря на развитие с 1980-х годов, первичный сектор по-прежнему даёт 80 % активов страны, хотя он составляет лишь 16,4 % ВВП. На промышленность приходится более 40 % от общего ВВП, что составляет в 2001 году 1,4 млн долл. США. Этот показатель составляет в среднем 1,6 %.

## История
В ходе колонизации Африки в середине XIX века на территорию Свазиленда пришли буры. 21 февраля 1895 года Свазиленд был объявлен протекторатом Трансвааля, а после окончания второй англо-бурской войны в 1903 году стал протекторатом Британской империи.
25 апреля 1967 года протекторату была предоставлена автономия, а 6 сентября 1968 года Свазиленд стал независимым государством в составе возглавляемого Великобританией Содружества наций. Кроме того, Свазиленд оказался в зависимости от ЮАР, с которой было подписано таможенное и валютное соглашение (в соответствии с которым валютой Свазиленда являлся рэнд ЮАР).
В 1979 году положение в экономике страны обострилось в связи с падением мировых цен на сахар, древесную пульпу, а также прекращением экспорта железной руды (запасы которой оказались исчерпаны). Для ликвидации дефицита внешней торговли правительство приняло решение о расширении добычи угля. Также был провозглашён курс на самообеспечение страны продовольствием и создана государственная компания «Тибийотака Нгване» (задачами которой было обеспечить увеличение производства кукурузы, риса, молочных продуктов и рыбы).
В 1981 году инфляция в стране составила 16 %, для преодоления экономических трудностей правительство стимулировало создание новых и расширение действующих предприятий (расширялся завод по производству древесной пульпы; началось строительство угольной шахты в Мпаке и ТЭЦ). Для увеличения производства продуктов питания были увеличены ассигнования в сельское хозяйство. В это же время активизировалось развитие политических связей с независимыми государствами Африки — и были подписаны торговые соглашения с Габоном и Малави.
В 1984 году инфляция в стране составила 10,4 %, однако из-за неурожая страна была вынуждена импортировать значительное количество зерна и другого продовольствия. В это же время падение мировых цен на сахар (главный экспортный товар) неблагоприятно сказался на внешнеторговом балансе.
В дальнейшем, падение мировых цен на сахар продолжалось (что осложнило ситуацию в экономике), но в связи с расширением бойкота товаров ЮАР и международных санкций против ЮАР некоторые южноафриканские фирмы начали переводить производства на территорию Свазиленда. В 1986 году здесь были открыты три швейные фабрики, завод по сборке тракторов и другие предприятия — что обеспечило рост в обрабатывающей промышленности (и в 1986 году прирост ВВП Свазиленда составил 2 %). В 1987 году рост мировых цен на сахар привёл к увеличению производства сахара, притоку иностранных капиталовложений и улучшению экономического положения в стране.

## Проблемы экономики
Экономика Эсватини характеризуется очень большой безработицей (28 %; 170-е место в мире в 2004 году). Продукция в основном сельскохозяйственная (сахарный тростник, хлопок, табак, рис), а также промышленная (сырье, текстиль и т. д.).
Но экспорт, на который приходится более 1,63 млрд долл. США, не покрывает стоимость импорта, что составляет примерно 1,643 млрд долл. США; общий торговый баланс в дефиците (73 млн).
Эсватини сталкивается с серьезными проблемами развития. Он находится на 125-м месте в мире по ИЧР, несмотря на международную помощь в 2001 году.
Эсватини находится на 42-м месте в мире по уровню детской смертности — 69,27 на тысячу (после Бурунди и Мавритании), при средней продолжительности жизни в 35,65 лет в 2004 году. Таким образом Эсватини входит в число отстающих стран мира (225-е место). Две трети населения живут за чертой бедности, В то же время 10 % населения владеет 50 % богатства страны. Эта страна также сильно пострадала от эпидемии СПИДа: она самая пострадавшая страна в мире. Трудности также заметны в государственных расходах: дефицит бюджета в 2003 году снова увеличился на 101 миллион долларов. Инфляция достигла 7,3 % как в Намибии и Колумбии.
Таким образом, несмотря на положительный рост ВВП, здоровье экономики Эсватини остается довольно неопределенным.

## Промышленность и сельское хозяйство
Самой важной отраслью экономики является обрабатывающая промышленность, которая базируется на сельскохозяйственных и лесных ресурсах. Основные предприятия — по производству сахара, деревоперерабатывающие, заводы по переработке фруктов, хлопка. С 1980-х годов начинают развиваться отрасли производства хлопковых и синтетических волокон, текстиля, обуви, кожгалантереи, стекла, стройматериалов, картона, электроники, холодильников, сборка автобусов, компьютеров. Согласно World CIA Factbook, древесная целлюлоза и сахарный тростник были крупнейшими составляющими экспорта Свазиленда до тех пор, пока в январе 2010 года не закрылся основной производитель древесной целлюлозы. Это оставило отрасль сахарного тростника единственной основной статьёй экспорта.
Свазиленд является четвертым по величине производителем сахара в Африке и занимает 25-е место в мире по его производству, тем самым на сахар приходится более половины производственной мощности экономики страны. Это демонстрирует огромный интерес к отрасли, чтобы продолжать развивать экономику страны. ВВП Свазиленда составлял 8,621 млрд долларов США в 2014 году по паритету покупательной способности, а 7,2 % от сельского хозяйства и этого сектора, сахарный тростник и сахарная продукция оказывают наибольшее влияние на ВВП. Крупнейшей компанией, производящей сахар в Эсватини, является Королевская Сахарная Корпорация Эсватини, и она производит немногим менее двух третей всего сахара в стране и обеспечивает более 3000 рабочих мест для жителей Свазиленда. КСКЭ состоит из двух основных производителей — Mhlume и Simunye, которые производят 430 000 тонн тростника в сезон. Вторая по величине компания по производству сахарного тростника — Ubombo Sugar Limited, которая выросла с производства 5600 тонн в 1958 году до примерно 230 000 тонн сахара в 2014 году. Третьим по величине производителем сахарного тростника является крупнейшая независимая сахарная компания «Тамбакулу», ежегодно производящая 62 000 тонн сахара на 3816 гектарах земли.
Крупнейшими партнёрами по экспорту Свазиленда и более крупным сообществом по вопросам развития стран юга Африки (САДК) являются Европейский союз. САДК является группой из южноафриканских стран, которая призвана попытаться улучшить индивидуальный социально-экономический статус каждого из своих участников. В 2014—2015 годах производство сахара в Эсватини составило 680 881 метрических тон, из которых около 355 000 тонн сахара было отправлено в Европейский союз, больше, чем любому другому экспортному партнеру. Другим торговым партнером для Свазиленда были Соединённые Штаты. Ожидаемый результат, основанный по прогнозам на 2015—2016 годы, заключается в том, что Эсватини будет производить 705 000 метрических тонн, что является новым показателем для страны. Из этого прогнозируемого показателя около 390 000 метрических тонн поступит в Европейский Союз в рамках нового Соглашения об экономическом партнерстве (EPA). Это новое соглашение между ЕС и САДК означает, что такие члены, как Эсватини, могут продавать там сахар на беспошлинной основе и без квоты.
Квоты, которые выполняли ЕС и Соединённые Штаты, аналогичны Сахарному протоколу, который появился в 1975 году. Целью Сахарного протокола был импорт конкретных товаров из стран Африки, Карибского бассейна и Тихого океана в Евросоюз. Эти цены и объемы гарантировали производство и были намного выше мировых цен, что привело к значительной прибыли для этих в основном бедных стран. Действие этого соглашения закончилось в 2009 году, поскольку ЕС больше не мог поддерживать заранее определенные требования. Сахарный протокол пришел к немедленному завершению и был заменен отдельными экономическими партнерствами с различными странами и регионами. Несмотря на то, что требования будут такими же высокими, как в соответствии с Сахарным протоколом, цены значительно упадут.

## Горное дело
В настоящее время минеральный сектор Эсватини регулируется политикой, разработанной до независимости Эсватини. В ответ на недавнее снижение потенциала добычи, разрабатывается новая политика в области горнодобывающей деятельности консультантами, оплачиваемым грантом от Китая, а также совершенствуется законодательство для содействия мелкомасштабной добыче полезных ископаемых.
Основным источником иностранной валюты в стране является асбестовая шахта Булембу, однако производство резко упало. Алмазы, железная руда и золото также были обнаружены в прошлом, однако отсутствие политики инвестиций и развития показало, что потенциал региона колеблется.
Несмотря на то, что менее 1000 свази заняты в горнодобывающем секторе, многие рабочие из Эсватини перерабатывают древесину из обширных сосновых лесов страны для шахт в Южной Африке, а около 10 000—15 000 свази непосредственно заняты на южноафриканских шахтах. Их вклад в экономику Эсватини за счет репатриации заработной платы был уменьшен вследствие краха международного рынка золота и увольнений в Южной Африке.

## Экономическая статистика
Доход или потребление домохозяйств по процентной доле:
- самые низкие 10 %: 1,6 %
- самые высокие 10 %: 40,7 % (2001 год)[20]

Темп роста промышленного производства: 1 % (оценка за 2001 год).

## Другие отрасли хозяйства
Среди прочих развивается туризм. 304 тыс. иностранных туристов посетили страну в 2013 году, а доходы от туризма составили 47 млн долл. США.
Потенциал развития гидроэнергетики значителен из-за наличия горных рек, но пока ГЭС вырабатывают 44 % электроэнергии в стране. Большая часть энергии импортируется из соседних стран.
Электричество — производство: 470 ГВт⋅ч (2008), 420 ГВт⋅ч (1998)
Электричество — потребление: 1207 ГВт⋅ч (2008), 962,9 ГВт⋅ч (2001), 1078 ГВт⋅ч (1998)
Электричество — экспорт: 0 кВт⋅ч (2009, 2001, 1998)
Электричество — импорт: 768 ГВт⋅ч (2009), 639 ГВт⋅ч (2001), 687 ГВт⋅ч (1998)